# Pleasant Hill (Iowa)
Pleasant Hill es una ciudad ubicada en el condado de Polk en el estado estadounidense de Iowa. En el Censo de 2010 tenía una población de 8785 habitantes y una densidad poblacional de 365,19 personas por km².

## Geografía
Pleasant Hill se encuentra ubicada en las coordenadas 41°35′57″N 93°30′30″O / 41.59917, -93.50833. Según la Oficina del Censo de los Estados Unidos, Pleasant Hill tiene una superficie total de 24,06 km², de la cual 23,69 km² corresponden a tierra firme y (1,51%) 0,36 km² es agua.

## Demografía
Según el censo de 2010, había 8785 personas residiendo en Pleasant Hill. La densidad de población era de 365,19 hab./km². De los 8785 habitantes, Pleasant Hill estaba compuesto por el 90,96% blancos, el 2,68% eran afroamericanos, el 0,32% eran amerindios, el 2,5% eran asiáticos, el 0% eran isleños del Pacífico, el 0,91% eran de otras razas y el 2,63% pertenecían a dos o más razas. Del total de la población el 4,52% eran hispanos o latinos de cualquier raza.